# Tronget
Tronget ist eine französische Gemeinde mit 889 Einwohnern (Stand 1. Januar 2022) im Département Allier in der Region Auvergne-Rhône-Alpes (vor 2016 Auvergne). Sie gehört zum Kanton Souvigny im Arrondissement Moulins.

## Geografie
Tronget liegt im Norden der Auvergne in der historischen Provinz Bourbonnais etwa 23 Kilometer südwestlich des Stadtzentrums von Moulins. Umgeben wird Tronget von den Nachbargemeinden Gipcy im Norden, Noyant-d’Allier und Châtillon im Norden und Nordosten, Cressanges im Osten, Treban im Südosten, Le Theil im Süden, Deux-Chaises im Süden und Südwesten, Le Montet im Südwesten sowie Rocles im Westen und Nordwesten.

## Bevölkerungsentwicklung
| Jahr                       | 1962 | 1968 | 1975 | 1982 | 1990 | 1999 | 2006 | 2011 | 2019 |
| -------------------------- | ---- | ---- | ---- | ---- | ---- | ---- | ---- | ---- | ---- |
| Einwohner                  | 1102 | 1072 | 1015 | 1001 | 1058 | 928  | 931  | 929  | 879  |
| Quellen: Cassini und INSEE |      |      |      |      |      |      |      |      |      |

## Sehenswürdigkeiten
- Kirche Saint-Maurice-Saint-Vincent aus dem 12./13. Jahrhundert, Monument historique seit 1942

Siehe auch: Liste der Monuments historiques in Tronget

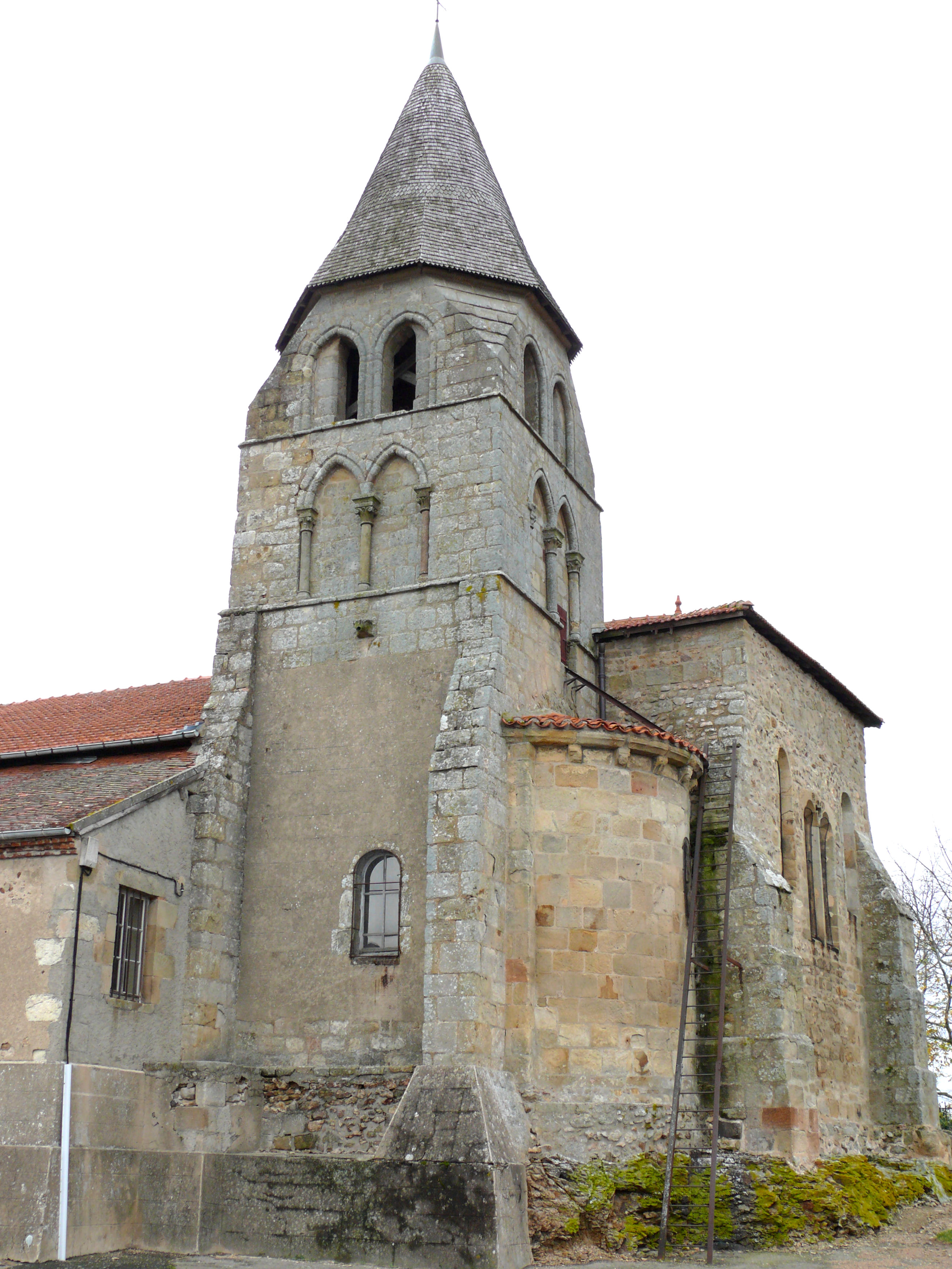
Kirche Saint-Maurice-Saint-Vincent